# Dylan Kennett
Pour les articles homonymes, voir Kennett.
Dylan Kennett, né le 8 décembre 1994 à Christchurch, est un coureur cycliste néo-zélandais. Spécialiste de la piste, il devient champion du monde de poursuite par équipes en 2015.

## Palmarès sur piste

### Jeux olympiques
- Rio 2016
  - 4e de la poursuite par équipes
  - 8e de l'omnium

### Championnats du monde
- Cali 2014
  -  Médaillé de bronze de la poursuite par équipes
  - 7e du scratch
- Saint-Quentin-en-Yvelines 2015
  -  Champion du monde de poursuite par équipes (avec Alex Frame, Pieter Bulling, Regan Gough et Marc Ryan)
  - 10e de la poursuite individuelle
- Londres 2016
  - 7e de la poursuite individuelle
  - 7e de la poursuite par équipes
- Hong Kong 2017
  -  Médaillé d'argent de poursuite par équipes
  - 6e du kilomètre
  - 15e de la poursuite individuelle[1]
- Apeldoorn 2018
  - 5e de la poursuite par équipes[2]
  - 13e du kilomètre[3]

### Championnats du monde juniors
- Moscou 2011
  -  Médaillé de bronze de la poursuite par équipes juniors
  -  Médaillé de bronze de l'omnium juniors
- Invercargill 2012
  -  Médaillé d'argent de la poursuite par équipes juniors
  -  Médaillé d'argent du kilomètre juniors
  -  Médaillé d'argent de la poursuite individuelle juniors
  -  Médaillé de bronze de l'américaine juniors

### Coupe du monde
- 2019-2020
  - 2e de la poursuite par équipes à Hong Kong
  - 3e de la poursuite par équipes à Cambridge

### Jeux du Commonwealth
| Édition / Épreuve | Kilomètre | Poursuite individuelle | Poursuite par équipes | Scratch |
| Glasgow 2014      |           | 8e                     | Bronze                | 12e     |
| Gold Coast 2018   | 7e        | Bronze                 |                       | 15e     |

### Championnats d'Océanie
| Édition / Épreuve | Poursuite individuelle | Poursuite par équipes                             | Scratch | Omnium |
| Adélaïde 2012     |                        | Argent                                            | Or      |        |
| Invercargill 2013 |                        | Or (avec Pieter Bulling, Aaron Gate et Marc Ryan) | Or      | Bronze |
| Melbourne 2016    | Or                     |                                                   |         |        |

### Six Jours
- Six Jours de Fiorenzuola d'Arda : 2013 (avec Shane Archbold)

### Championnats de Nouvelle-Zélande
| - 2012 - Champion de Nouvelle-Zélande de l'américaine - 2013 - Champion de Nouvelle-Zélande de poursuite par équipes - 2014 - Champion de Nouvelle-Zélande de poursuite individuelle - Champion de Nouvelle-Zélande de l'américaine - 2e du kilomètre - 2e du scratch - 2015 - Champion de Nouvelle-Zélande de poursuite individuelle - Champion de Nouvelle-Zélande de l'américaine - 3e du kilomètre - 3e de la course aux points | - 2016 - 2e de la poursuite - 3e du kilomètre - 2017 - Champion de Nouvelle-Zélande de poursuite individuelle - Champion de Nouvelle-Zélande de course aux points - Champion de Nouvelle-Zélande de l'américaine - Champion de Nouvelle-Zélande de scratch - Champion de Nouvelle-Zélande de l'omnium - 2019 - Champion de Nouvelle-Zélande de scratch - 2e de la poursuite par équipes - 2e de l'américaine - 3e de la poursuite |  |

## Palmarès sur route

### Par années
| - 2012 - Gore to Invercargill Classic - 2014 - 3e étape des Benchmark Homes Series - 2015 - 2e du championnat de Nouvelle-Zélande du contre-la-montre espoirs - 2018 - Prologue du Hub Tour - 2e, 6e et 11e étapes du Tour du lac Poyang - Prologue et 4e étape du Tour du lac Taihu - 7e étape du Tour de Southland - 2e du Lake Taupo Cycle Challenge | - 2019 - Tour du lac Taihu : - Classement général - 3e étape - 6e (contre-la-montre) et 7e étapes du Tour de Southland - 2020 - 5e étape de la New Zealand Cycle Classic - 3e du championnat de Nouvelle-Zélande sur route - 3e du championnat de Nouvelle-Zélande du contre-la-montre |  |

### Classements mondiaux
| Année                                 | 2016  | 2017  | 2018 | 2019 | 2020 |
| ------------------------------------- | ----- | ----- | ---- | ---- | ---- |
| Classement mondial                    | 2636e | 2398e | 896e | 496e | 434e |
| UCI Europe Tour                       | 1783e | nc    | nc   |      |      |
| UCI Asia Tour                         | nc    | nc    | 111e |      |      |
| UCI Oceania Tour                      | nc    | 69e   | 97e  | 29e  | 29e  |
|                                       |       |       |      |      |      |
| Légende : nc = non classéSource : UCI |       |       |      |      |      |

## Distinctions
- Cycliste sur piste junior de l'année : 2012[4]